# Diogo Carvalho
Diogo Filipe Silva de Carvalho (Coimbra, 26 marzo 1988) è un nuotatore portoghese.

## Palmarès
- Europei in vasca corta:

Herning 2013: bronzo nei 200m misti.
Netanya 2015: bronzo nei 200m misti.